# Sibirijas bilance
«Sibīrijas bilance» — документальний фільм 2011 року.

## Зміст
У 41 році багато жителів Латвії були відірвані від сімей і від звичного життя. Їх заслали на далеку північ, де багато хто загинув у трудових таборах, а решта кожен день боролися за виживання в нелюдських умовах. Через понад шістдесят років живі учасники та свідки тих подій вирушають у Сибір, щоб згадати про найчорнішу сторінку у своєму житті і залишити майбутнім поколінням строгий імператив — ніколи не допускати до влади подібних тиранів.
| Фільми | Це незавершена стаття про кінофільм. Ви можете допомогти проєкту, виправивши або дописавши її. |